# Оковский лес
Оковский лес, Оковьский лес — лесной массив, который в Раннем Средневековье занимал Валдайскую возвышенность.
Позднее именовался Волковиским, Воковским, Волоковским, Волконским, или Волгинским лесом.
«Повесть временных лет» описывает Оковский лес в Сказании об апостоле Андрее как своего рода географический центр, откуда берут начало три великие реки: «… Днепр же вытекает из Оковского леса и течёт на юг… Двина из того же леса вытекает и течёт на север… Из того же леса вытекает Волга и течёт на восток».
Археолог Л. В. Алексеев связывает происхождение топонима с волоковыми путями, при помощи которых древний Двинско-Волжский торговый путь пересекался с более поздним путём «Из варяг в греки». На самом деле все волоки располагались по окраинам этого лесного массива, а не в глубине его, огибая его с севера и юго-востока. При этом нет ни одного волока из Днепра в Западную Двину, а водораздел Днепра и Западной Двины был наименее засёленным, практически безлюдным. Это означает, что гипотетический путь «из варяг в греки» в районе Оковского леса проходить не мог.
В 1931 году в наиболее сохранившейся части этого древнего лесного массива (западные районы Тверской области) был организован Центрально-Лесной заповедник.
В орографии Оковский Лес — возвышенность в Тверской и Смоленской областях, южная часть Валдайской возвышенности, южнее верхней Волги. Здесь истоки рек Жукопа, Межа, Тудовка, Обша, Осуга, Днепр.

## Галерея

Оковский лес ниже Болшево в верховьях Днепра
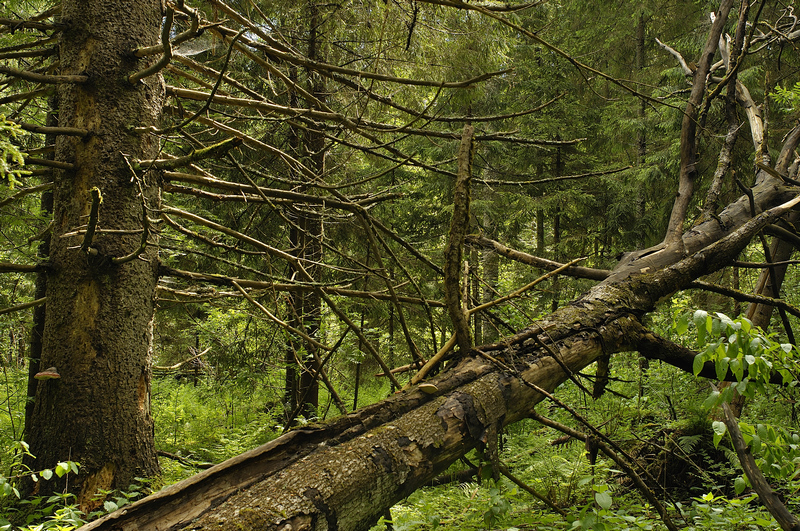
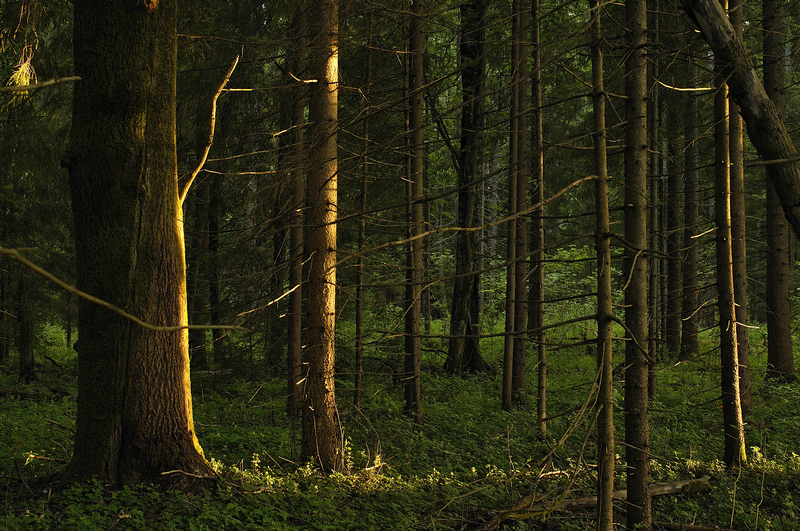